# 齊布森
齊布森（穆麟德轉寫：cibsen，1753年—1827年），佟佳氏，满洲镶红旗人，清朝政治人物。
嘉庆七年十二月二十四，由归绥道道员升任廣西按察使。嘉庆十年十月初九（1805年11月29日），升任河南布政使。嘉庆十五年四月二十六，由户部主事升任廣西布政使。嘉庆十五年十一月十四（1810年12月10日），同贵州布政使互调。